# Llista de reis de Portugal
Aquesta llista de monarques Portugal inclou els comtes i reis de Portugal ordenats cronològicament des de l'any 868 amb la fundació comtat de Portugal, passant per la creació el 1139 del Regne de Portugal fins a l'abolició de la monarquia el 1910.

## Comtes de Portugal
- 868 - 873: Vimarà Pérez
- 873- 899: Luci
- 899 - 950: Menendo I
- 899 - 924: Ònnega i Dídac
- 924 - 926: Fruela Gutierres, Rosendo Gutierres i Ximeno Dias
- 926 - 950: Ramir de Portugal
- 950 - 999: Gonçal Menendes
- 999 - 1008: Menendo II
- 1008 - 1015: Alvito i Toda
- 1015 - 1028: Nunó I
- 1028 - 1052: Menendo III
- 1052 - 1071: Nunó II
- 1065 - 1072: Garcia I de Galícia, rei de Galícia, fill de Ferran I de Castella i Sança I de Lleó
- 1094 - 1112: Enric de Borgonya, gendre d'Alfons VI de Castella
- 1112 - 1128: Teresa de Lleó, esposa de l'anterior
- 1112 - 1139: Alfons I el Conqueridor, fill dels anteriors

a partir de 1139 el comtat de Portugal esdevindrà el Regne de Portugal

## Dinastia Borgonya

Bandera Portuguesa el 1185

- 1139 - 1185: Alfons I el Conqueridor, rei de Portugal a partir de 1139
- 1185 - 1211: Sanç I el Poblador, fill de l'anterior
- 1211 - 1223: Alfons II el Gras, fill de l'anterior
- 1223 - 1248: Sanç II, fill de l'anterior
- 1247 - 1279: Alfons III, germà de l'anterior
- 1279 - 1325: Dionís I, fill de l'anterior
- 1325 - 1357: Alfons IV el Brau, fill de l'anterior
- 1357 - 1367: Pere I el Cruel o el Justicier, fill de l'anterior
- 1367 - 1383: Ferran I l'Inconstant, fill de l'anterior

regència 1383 - 1384: Elionor Telles de Menezes, esposa de l'anterior
- 1383 - 1385: Beatriu de Portugal reina de iure, filla de l'anterior i casada el 1383 amb Joan I de Castella

## Dinastia Avís

Creu de l'Ordre d'Avís

### Branca directa
- 1385 - 1433: Joan I el Gran, fill natural de Pere I de Portugal
- 1433 - 1438: Eduard I l'Eloqüent, fill de l'anterior

regència 1438 - 1439: Elionor d'Aragó, esposa de l'anterior
regència 1439 - 1448: Pere de Portugal, germà d'Eduard I
- 1438 - 1481: Alfons V l'Africà, fill d'Eduard I

regència 1471 - 1475: Joana de Portugal, filla de l'anterior
- 1481 - 1495: Joan II el Perfecte, fill d'Alfons V

### Branca de Viseu
- 1495 - 1521: Manuel I l'Afortunat, cosí de l'anterior i net d'Eduard I de Portugal
- 1521 - 1557: Joan III el Piadós, fill de l'anterior

regència 1557 - 1562: Caterina d'Habsburg, esposa de l'anterior
regència 1562 - 1568: Enric el Cardenal, fill de Manuel I de Portugal i posterior rei de Portugal
- 1557 - 1578: Sebastià I el Desitjat, net de Joan III de Portugal
- 1578 - 1580: Enric I el Cardenal, fill de Manuel I de Portugal i besoncle de l'anterior
- 1580: Antoni I, fill natural de l'infant Lluís de Portugal i nebot de l'anterior

Escut d'armes dels Habsburgs

Antoni I fou rei durant 32 dies, fins que el 25 d'agost de 1580 perdé la corona a la batalla d'Alcàntara contra el seu cosí Felip II de Castella

## Dinastia Habsburg, reis de Castella, Lleó i Aragó
- 1580 - 1598: Felip I de Portugal i II de Castella, gendre i nebot de Joan III de Portugal
- 1598 - 1621: Felip II de Portugal i III de Castella, fill de l'anterior
- 1621 - 1640: Felip III de Portugal i IV de Castella, fill de l'anterior

l'any 1640 Felip III de Portugal és destronat per una revolució i la corona és donada a Joan de Bragança

## Dinastia Bragança

Bandera Portuguesa el 1640

Bandera Portuguesa el 1834

- 1640 - 1656: Joan IV el Restaurador, descendent de Joan I de Portugal

regència 1656 - 1662: Lluïsa de Guzmán, esposa de l'anterior
regència 1667 - 1683: Pere de Portugal, fill de l'anterior i futur rei
- 1656 - 1683: Alfons VI el Victoriòs, fill de Joan IV de Portugal
- 1683 - 1706: Pere II el Pacífic, germà de l'anterior
- 1707 - 1750: Joan V el Magnànim, fill de l'anterior

regència 1742 - 1750: Maria Anna d'Àustria, esposa de l'anterior
- 1750 - 1777: Josep I el Reformador, fill de l'anterior

regència 1774 - 1777: Maria Anna Victòria de Borbó, esposa de l'anterior
- 1777 - 1816: Maria I la Pietosa, filla de l'anterior
- 1777 - 1786: Pere III, espòs de l'anterior i fill de Joan V de Portugal
- 1816 - 1826: Joan VI el Clement, fill de l'anterior
- 1826: Pere IV el Rei Soldat, emperador del Brasil i fill de l'anterior, abdicà en favor de la seva filla

regència 1826: Isabel Maria de Bragança, filla de Joan VI de Portugal
- 1826 - 1828: Maria II l'Educadora, filla de l'anterior, primer període
- 1828 - 1834: Miquel I l'Usurpador, fill de Joan VI de Portugal i oncle de l'anterior, a la qual li usurpà el tron
- 1834 - 1853: Maria II l'Educadora, segon període

## Dinastia Saxònia-Coburg GothaoDinastia Bragança-Wettin
- 1837 - 1853: Ferran II el Rei-Artista, rei consort
- 1853 - 1861: Pere V el que dona esperança, fill de l'anterior

regència 1853 - 1855: Ferran II el Rei-Artista
- 1861 - 1889: Lluís I el Popular, germà de l'anterior
- 1889 - 1908: Carles I el Màrtir, fill de l'anterior
- 1908 - 1910: Manuel II el Patriota, fill de l'anterior

el 1910 Manuel II de Portugal és destronat per la revolució de 1910 que implantà la República Portuguesa